# Luise Wanser
Luise Wanser (Essen, 7 de junio de 1997) es una deportista alemana que compite en vela en la clase 470.
Ganó una medalla de oro en el Campeonato Mundial de 470 de 2022. Participó en los Juegos Olímpicos de Tokio 2020, ocupando el sexto lugar en la clase 470.

## Palmarés internacional
| \| Campeonato Mundial \| Campeonato Mundial \| Campeonato Mundial \| Campeonato Mundial \| \| Año \| Lugar \| Medalla \| Clase \| \| ------------------ \| ------------------ \| ------------------ \| ------------------ \| \| 2022 \| Sdot Yam (Israel) \| Medalla de oro \| 470 mixto \| |                   |                |           |
| Campeonato Mundial |                   |                |           |
| Año | Lugar             | Medalla        | Clase     |
| 2022 | Sdot Yam (Israel) | Medalla de oro | 470 mixto |